# Ленжце (Великопольське воєводство)
Ленжце (пол. Łężce) — село в Польщі, у гміні Хжипсько-Велике Мендзиходського повіту Великопольського воєводства.
Населення — 295 осіб (2011).
У 1975-1998 роках село належало до Познанського воєводства.

## Демографія
Демографічна структура станом на 31 березня 2011 року:
|          | Загалом | Допрацездатний вік | Працездатний вік | Постпрацездатний вік |
| -------- | ------- | ------------------ | ---------------- | -------------------- |
| Чоловіки | 151     | 33                 | 109              | 9                    |
| Жінки    | 144     | 32                 | 91               | 21                   |
| Разом    | 295     | 65                 | 200              | 30                   |